# Leucosceptrum
Leucosceptrum, monotipski biljni rod iz porodica medićevki smješten u tribus Pogostemoneae, dio potporodice Lamioideae. Opisan je u Exotic Botany 2: 113. 1805.  . Jedina vrsta je grm ili drvo L. canum iz Kine, Indokine i Himalaja.

## Etimologija
Latinsko ime roda dolazi od grčkih riječi leucos što znači bijeli i skeptron što znači štap, a odnosi se na bijele dlakave stabljike.

## Opis
“Dlakavi bijeli štap” je grm ili malo stablo, 4-10 m visoko, istaknuta je nektarska biljka. Mlade stabljike su bijelo-vlanaste s razgranatim dlakama (odakle mu i ime). Listovi su eliptični do obrnuto kopljasti, 13,5-30 x 6-11 cm, suženi, u osnovi klinasti, gotovo cjeloviti do plitko zaobljeno nazubljeni, gornja površina gotovo bez dlaka, donja bijelo-vlanasta s razgranatim dlakama; lisna peteljka 1,8-3,5 cm. Cvat je poput uspravnog štapića, dugačak 8,5-14 cm, širok oko 2,5 cm, ne računajući stršeće prašnike. Brakteje su široko jajaste, oko 0,8 x 0,8 cm. Čaška je 6-9 mm, bijelo vunasta; zupci trokutasti, gotovo jednaki, oko 1 mm. Cvjetovi su kremasto bijeli, 9-10 mm; cijev oko 6 mm; gornja usna oko 1,5 mm, latice tupe; donja usna oko 3,5 mm, srednji režanj najveći. Prašnika je 4, ljubičasto ružičasti, izbočeni oko 1,7 cm. Cvijeće privlači ptice, leptire i pčele. Zanimljivo je da nektar nije proziran, već tamne boje. Oraščići su dugi 5 mm. “Dlakavi bijeli štapić” nalazi se u suhim otvorenim pustinjama, šumskim rubovima, dolinskim obalama, na Himalaji, na visinama od 1000-2600 m, od Kumauna do Butana, SI Indije, Laosa, Mjanmara, Nepala, Vijetnama. Cvatnja: studeni-ožujak.

## Sinonimi
- Clerodendrum leucosceptrum D.Don; Prodr. Fl. Nepal.: 103 (1825)
- Comanthosphace nepalensis Kitam. & Murata; Acta Phytotax. Geobot. 15: 109 (1954)
- Teucrium leucosceptrum (D.Don) Voigt; Hort. Suburb. Calcutt.: 463 (1845)
- Teucrium macrostachyum Wall. ex Benth.; Labiat. Gen. Spec. 664 (1835)

- L. canum u arboretumu Hackfalls, regija Gisborne, Novi Zeland.
- L. canum, list.
- L. canum.
- L. canum.